# Bugat, Govi-Altai
Bugat (tiếng Mông Cổ: Бугат) là một sum của tỉnh Govi-Altai ở miền tây Mông Cổ. Vào năm 2009, dân số của sum là 2.257 người.

## Địa lý
Sum có diện tích khoảng 9.921 km2. Trung tâm sum, Bayangol, nằm cách tỉnh lỵ Altai 203 km và thủ đô Ulaanbaatar 1.200 km.

### Khí hậu
Bugat có khí hậu bán khô hạn. Nhiệt độ trung bình hàng năm trong khu vực là 6 °C. Tháng ấm nhất là tháng 7, khi nhiệt độ trung bình là 26 °C và lạnh nhất là tháng 12, với −15 °C. Lượng mưa trung bình hàng năm là 72 mm. Tháng ẩm ướt nhất là tháng 6, với lượng mưa trung bình là 21 mm, và khô nhất là tháng 1, với 1 mm.

## Kinh tế
Sum có một trường học, bệnh viện, trung tâm thương mại và nhà văn hóa.